# Arelis Uriana
Arelis María Uriana Guariyú (Fonseca, Colombia; 24 de febrero de 1976) es una política y líder indígena del pueblo wayúu. Fue la primera mujer indígena en aspirar a la presidencia de la república como precandidata de la coalición conocida como Pacto Histórico por Colombia en 2022, en representación del Movimiento Alternativo Indígena y Social (MAIS).

## Biografía
Nace Fonseca, aunque pertenece al resguardo indígena de Mayabangloma. Entre los años 2007 a 2011 fue capacitadora de la Escuela de Formación Indígena Nacional (EFIN) que hace parte de la Organización Nacional Indígena de Colombia ONIC.
Del 2014 al 2016 fue consejera en la Organización Nacional Indígena de Colombia. Más tarde sería cofundadora de la Comisión Étnica para la Paz y la Defensa de los Derechos Territoriales en el marco de los diálogos de paz del gobierno de Juan Manuel Santos con la guerrilla de las FARC.
De 2015 a 2020 fue coordinadora continental de ECMIA, Enlace Continental de Mujeres Indígenas de las Américas. En aquel tiempo recibió amenazas que fueron rechazadas por la comunidad internacional. En 2018 Uriana fue candidata de MAIS por la circunscripción especial a la Cámara de Representantes, en dicha ocasión obtuvo 16.495 votos.